# Kammermusik von Béla Bartók
Béla Bartók hat ein vielfältiges Kammermusikwerk geschaffen, in dessen Mittelpunkt seine sechs Streichquartette stehen.

## Streichquartette

### Streichquartett Nr. 1 op. 7, Sz 40 (1908–1909)
1. Lento - attacca:

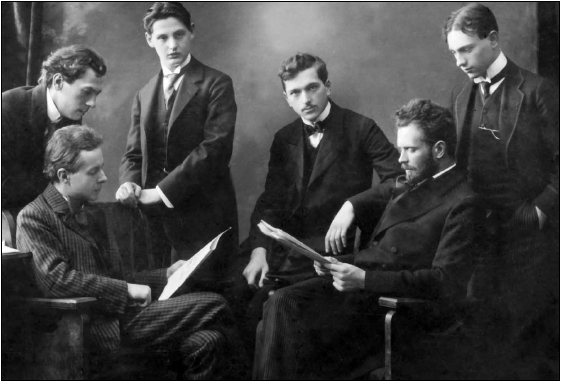
Aladár Székely:Die Mitglieder des Waldbauer-Quartetts und vorne sitzend: Bartók und Kodály (1910)

2. Poco a poco accelerando all'allegretto - Introduzione. Allegro - attacca:
3. Allegro vivace

Das Quartett wurde am 19. März 1910 in Budapest durch das Waldbauer-Quartett uraufgeführt. Zwei Tage zuvor wurde ein Konzert mit Werken von Zoltán Kodály gegeben. Beide Ereignisse werden als der „doppelte Geburtstag der modernen ungarischen Musik“ bezeichnet.
Das erste Streichquartett zeigt deutlich die Auseinandersetzung Bartóks mit der Musik der deutschen Spätromantik (Wagner sowie Schönbergs Verklärte Nacht) und der Musik Debussys.

### Streichquartett Nr. 2 op. 17, Sz 67 (1915–1917)
1. Moderato
2. Allegro molto capriccioso
3. Lento

Das zweite Quartett wurde am 3. März 1918 in Budapest durch das Waldbauer-Quartett uraufgeführt.

### Streichquartett Nr. 3 Sz 85 (1927)
1. Prima parte: Moderato - attacca:
2. Seconda parte: Allegro - attacca:
3. Ricapitulazione della prima parte: Moderato - attacca:
4. Coda: Allegro molto

Uraufführung am 19. Februar 1929 in London durch das Waldbauer-Quartett. Das dritte Quartett ist das kürzeste und am meisten konzentrierte Streichquartett Bartóks.

### Streichquartett Nr. 4 Sz 91 (1928)
1. Allegro
2. Prestissimo, con sordino
3. Non troppo lento
4. Allegretto pizzicato
5. Allegro molto

Das vierte Quartett wurde am 20. März 1929 in Budapest durch das Waldbauer-Quartett uraufgeführt. Gewidmet ist es dem Pro Arte-Quartett.

### Streichquartett Nr. 5 Sz 102 (1934)
1. Allegro
2. Adagio molto
3. Scherzo. Alla bulgarese
4. Andante
5. Finale. Allegro vivace

Das fünfte Quartett ist eine Auftragskomposition für die Mäzenin Elizabeth Sprague Coolidge. Es wurde am 8. April 1935 in New York durch das Kolisch-Quartett uraufgeführt.

### Streichquartett Nr. 6 Sz 114 (1939)
1. Mesto - Piu mosso, pesante - Vivace
2. Mesto - Marcia
3. Mesto - Burletta
4. Mesto

Das sechste Quartett ist das letzte von Bartók in Europa vor der Emigration vollendete Werk. Uraufführung am 20. Januar 1941 in New York durch das Kolisch-Quartett, dem das Quartett auch gewidmet ist; 1946 europäische Erstaufführung in Budapest durch das Waldbauer-Quartett.

## Werke für Violine und Klavier

### Sonate für Violine und Klavier Nr. 1 Sz 75 (1921)
1. Allegro appassionato
2. Adagio
3. Allegro

Uraufführung am 8. Februar 1922 in Wien durch die Geigerin Mary Dickenson-Auner und den Pianisten Eduard Steuermann.

### Sonate für Violine und Klavier Nr. 2 Sz 76 (1922)
1. Molto moderato
2. Allegretto

### Rhapsodie für Violine und Klavier Nr. 1 Sz 86 (1928)
1. Moderato - attacca:
2. Allegretto

### Rhapsodie für Violine und Klavier Nr. 2 Sz 89 (1928)
1. Moderato
2. Allegro moderato

## Werke für Violine

### 44 Duos für zwei Violinen Sz 98 (1931)
Die 44 Duos sind für ein von dem Musikpädagogen Erich Doflein herausgegebenes Geigenschulwerk entstanden.

### Sonate für Violine allein Sz 117 (1944)
1. Tempo di ciaconna
2. Fuga
3. Melodia
4. Presto

Die Solo-Violinsonate ist eine Auftragskomposition für den Geiger Yehudi Menuhin. Sie ist das letzte Kammermusikwerk Bartóks. Die Sonate wurde am 26. November 1944 in New York durch Menuhin uraufgeführt.

## Sonstige Kammermusikwerke

### Klavierquintett (1904)
Das wenig bekannte Klavierquintett ist ein spätromantisches Frühwerk Bartóks. Die Uraufführung erfolgte am 21. November 1904 in Wien durch Bartók und das Prill-Quartett.

### Sonate für zwei Klaviere und Schlagzeug Sz 110 (1937)
1. Assai lento - Allegro molto
2. Lento, ma non troppo
3. Allegro non troppo

Die Sonate ist eine Auftragskomposition für Paul Sacher. Sie wurde am 16. Januar 1938 in Basel durch Bartók, seine Frau Ditta sowie die Schlagzeuger Fritz Schiesser und Phillip Rühlig uraufgeführt.

### Kontraste für Violine, Klarinette und Klavier Sz 111 (1938)
1. Verbunkos: Moderato ben ritmico
2. Pihenő: Lento
3. Sebes: Allegro vivace

Die Kontraste sind eine Auftragskomposition für den Geiger Joseph Szigeti und den Klarinettisten Benny Goodman. Die Uraufführung des vollständigen Werks erfolgte (mit Bartok als Pianist) am 21. April 1940 in New York. Es existiert eine Aufnahme dieser Besetzung. 